# Terrington St Clement
Terrington St Clement is een civil parish in het bestuurlijke gebied King's Lynn en West Norfolk, in het Engelse graafschap Norfolk met 4125 inwoners.